# Piotrowice Małe (województwo warmińsko-mazurskie)
Piotrowice Małe – wieś w Polsce położona w województwie warmińsko-mazurskim, w powiecie nowomiejskim, w gminie Biskupiec.

## Historia
W okresie międzywojennym miejscowość znajdowała się po niemieckiej stronie granicy i uważana była za majątek ziemski. Dopiero po zakończeniu II wojny światowej miejscowość uzyskała własne sołectwo.
W latach 1975–1998 miejscowość administracyjnie należała do województwa toruńskiego.